# Diastylis paraspinulosa
Diastylis paraspinulosa är en kräftdjursart som beskrevs av John Todd Zimmer 1926. Diastylis paraspinulosa ingår i släktet Diastylis och familjen Diastylidae. Inga underarter finns listade i Catalogue of Life.